# Bovegno
Bovegno é uma comuna italiana da região da Lombardia, província de Bréscia, com cerca de 2.321 habitantes. Estende-se por uma área de 47 km², tendo uma densidade populacional de 49 hab/km². Faz fronteira com Artogne, Berzo Inferiore, Bienno, Collio, Esine, Gianico, Irma, Marmentino, Pezzaze.

## Demografia
| Variação demográfica do município entre 1861 e 2011                               |
|                                                                                   |
| Fonte: Istituto Nazionale di Statistica (ISTAT) - Elaboração gráfica da Wikipedia |